# Rosta József
Rosta József (Vasvár, 1959. július 11. –) fotóművész.

## Életpályája
1976-tól Dallos László szombathelyi fotóművész tanítványa volt. Tanulmányutat tett 1985-ben Párizsban, 1994-ben Schrattenbergben és 1995-ben Lisszabonban járt tanulmányúton. Tagja volt 1991-től a LUXUS-csoportnak, majd 1985-től 1990-ig a Fiatal Fotóművészek Stúdiójának. 1981 és 1985 között a Savaria Múzeum, 1986-87-ben a Magyar Nemzeti Múzeum, 1992-től a Kortárs Művészeti Múzeum/Ludwig Múzeum, 1993-tól a Balkon fotósa. 1986-ban költözött Budapestre, azóta ott él.

## Díjak
- 1992-95: Pécsi József-ösztöndíj;
- 1996: az Esztergomi Fotóbiennálé díjazottja.

## Egyéni kiállítások
- 1979 • &, Videoton Művelődési Ház, Székesfehérvár [Dallos Lászlóval]
- 1982 • Csak úgy, Szombathely [Deutsch Jánossal, Somlósi Lajossal]
- 1984 • Pavor Nocturnus, Nádasdy-vár, Sárvár [Deutsch Jánossal, Somlósi Lajossal]
- 1985 • Nádasdy-vár, Sárvár [Eln Ferenccel, Somlósi Lajossal]
- 1986 • Arcfényképek, Fiatal Fotóművészek Stúdiója, Budapest
- 1988 • Közelim, Fiatal Fotóművészek Stúdiója, Budapest
- 1991 • Luxus, Budapest Galéria, Budapest [Eln Ferenccel, Ioan Bunussal, Somlósi Lajossal]
- 1993 • Vár-Art Galéria, Győr • Nádasdy-vár, Sárvár
- 1994 • Luxus, Médium Galéria, Szombathely [Eln Ferenccel, Somlósi Lajossal] • Le Parvis, Tarbes (FR)
- 1995 • Pécsi József fotóművészeti ösztöndíjasok kiállítása, Dorottya u. Galéria, Budapest [Eperjesi Ágnessel, Kovács Melindával] (kat.)
- 1996 • Kétségek képe, Óbudai Pincegaléria, Budapest • Mester Galéria [Nádler Istvánnal, El Kazovszkijjal] • Lisszaboni lapok, Művészetek Háza, Pécs [Nádler Istvánnal]
- 1997 • Luxus, Csók Képtár, Székesfehérvár [Eln Ferenccel, Guy Jouaville-lal, Somlósi Lajossal]
- 1998 • Luxus [Eln Ferenccel, Guy Jouaville-lal, Somlósi Lajossal], Mediawave Fesztivál, Győri Zsinagóga • Kerékvetők (New York), Budapest Galéria, Budapest [Böröcz Andrással, Robbin Ami Silverberggel] • Luxus, Nádasdy-vár, Sárvár [Eln Ferenccel, Somlósi Lajossal] • Látási viszonyok,Fészek Galéria, Budapest
- 1999 • Valo Arvo/Light Value, G. Harmonia, Jyväskylä (FIN)
- 2001 • Galerie Le Parvis, Tarbes (FR) • Múzeum, Vasvár.

## Csoportos kiállítások
- 1980, 1982, 1984, 1986 • III., IV., V. Esztergomi Fotóbiennálé, Vármúzeum, Esztergom[3]
- 1987 • Aktok. Művek Kelet-Európából, Amszterdam
- 1988 • VI. Esztergomi Fotóbiennálé – A meg- és átrendezett fénykép, Budapest Galéria, Budapest • Esztergomi Vármúzeum • Kortárs magyar fotó, Galerie Fotohof., Salzburg
- 1989 • Más-Kép, Ernst Múzeum, Budapest • A párizsi Magyar Műhely kiállítása, Szombathely
- 1990 • Stúdió ’90, Ernst Múzeum, Budapest
- 1992 • Egészen kis tájak, Small G. • Az idegen szép, Szombathely
- 1994 • Hommage à Andre Kertész, Arles • Tarbes (FR)
- 1995 • Tájkép, Budapest Galéria, Budapest • Kézfogás, Európa Közép Galéria, Esztergom • Lichtecht, Schrattenberg (A)
- 1996 • X. Esztergomi Fotográfiai Biennálé jubileumi kiállítása, Budapest Galéria, Budapest
- 1998 • Fotóhét, Iparművészeti Múzeum, Budapest
- 2000 • Lisboa, Budapest Galéria, Budapest